# 紀元前664年
紀元前664年（きげんぜん664ねん）は、西暦（ローマ暦）による年。紀元前1世紀の共和政ローマ末期以降の古代ローマにおいては、ローマ建国紀元90年として知られていた。紀年法として西暦（キリスト紀元）がヨーロッパで広く普及した中世時代初期以降、この年は紀元前664年と表記されるのが一般的となった。

## 他の紀年法
- 干支 : 丁巳
- 中国
  - 周 - 恵王13年
  - 魯 - 荘公30年
  - 斉 - 桓公22年
  - 晋 - 献公13年
  - 秦 - 宣公12年
  - 楚 - 成王8年
  - 宋 - 桓公18年
  - 衛 - 懿公5年
  - 陳 - 宣公29年
  - 蔡 - 穆侯11年
  - 曹 - 釐公7年
  - 鄭 - 文公9年
  - 燕 - 荘公27年
- 朝鮮
  - 檀紀1670年
- ユダヤ暦 : 3097年 - 3098年

## できごと

### 中国
- 周の恵王が虢公に命じて樊皮（中国語版）を討たせた。虢公は樊に入り、樊皮を捕らえて、王都に凱旋した。
- 楚の申公鬬班（中国語版）が令尹子元（中国語版）を殺害し、鬬㝅於菟が令尹となった。
- 斉軍が鄣を降した。
- 斉の桓公と魯の荘公が魯済で会合し、燕を悩ませていた山戎を攻める相談をした。

### エジプト
- アッシリア王アッシュルバニパルがエジプト遠征を開始。
- ヌビア（クシュ王国）のタヌトアメンがエジプト王に即位し、支配を回復しようとする（エジプト第25王朝）。メンフィスを奪還し、アッシリアの支配下にあったナイル川デルタ地域を攻撃。
- アッシュルバニパルの軍が反撃し、メンフィスを再び占領。タヌトアメンは南へ撤退。

## 死去
- ネコ1世
- 楚の子元（中国語版）